# 앙리 도를레앙 (1933년)
앙리 필리프 피에르 마리 도를레앙(프랑스어: Henri Philippe Pierre Marie d’Orléans, 1933년 6월 14일 ~ 2019년 1월 21일)은 벨기에의 브뤼셀 근처 작은 성에서 태어났다. 프랑스의 왕세자이고 1999년 6월 19일부터 오를레앙파의 프랑스 왕위 계승자 후보이다. 그는 그의 지지자들에게 프랑스 왕가의 대표자처럼 여겨지었다.
그는 그의 아버지처럼 파리 백작 작위와 프랑스 공작 작위를 소유했었다. 그리고 오를레앙 왕가의 대표였으므로 그는 1999년 프랑스 왕위 계승자 후보가 되었다.

## 가족 관계
앙리 도를레앙은 프랑스의 루이 필리프 1세의 후손으로, 파리 백작 앙리 도를레앙(1908-1999)과 브라질 황제 페드루 2세(포르투갈어: Pedro II do Brasil)의 손녀인 이자벨 도를레앙브라강스의 첫째 아들이다.

## 프랑스 왕위에 관한 논쟁
그의 지지자들은 앙리 도를레앙을 프랑스 왕가의 대표이며 프랑스 왕국의 합법적인 계승자인 앙리 7세라고 여긴다. 하지만 이것은 부르봉 왕가의 장자인 루이 알퐁소 드 부르봉과 관련하여 논란을 일으킨다. 앙리 도를레앙의 지지자들과 오를레앙 왕가의 왕위 계승권한은 루이 알퐁소 드 부르봉의 조상중 하나인 스페인의 펠리페 5세가 프랑스 왕위 계승권리를 포기한 위트레흐트 조약을 바탕으로 한다.
그의 지지자들을 위트레흐트 조약에 근거해서 스페인 군주 펠리페 5세의 후손들인 부르봉 왕가가 프랑스 왕위 계승권리를 잃은 것으로 간주한다.

## 같이 보기
- 프랑스의 군주